# Canton de Nozeroy
Le canton de Nozeroy est une ancienne division administrative française, située dans le département du Jura et la région Franche-Comté.

## Composition
Le canton de Nozeroy comprenait les vingt-six communes suivantes :
- Arsure-Arsurette
- Bief-du-Fourg
- Billecul
- Censeau
- Charency
- Cerniébaud
- Communailles-en-Montagne
- Conte
- Cuvier
- Doye
- Esserval-Combe
- Esserval-Tartre
- La Favière
- Fraroz
- Gillois
- La Latette
- Longcochon
- Mièges
- Mignovillard
- Molpré
- Mournans-Charbonny
- Nozeroy
- Onglières
- Plénise
- Plénisette
- Rix

## Histoire

### Conseillers d'arrondissement de 1833 à 1940
Le canton de Nozeroy appartenait à l'arrondissement de Poligny jusqu'à sa disparition en 1926.
| Période                                  | Période | Identité                        | Étiquette                    | Qualité |
| ---------------------------------------- | ------- | ------------------------------- | ---------------------------- | --- |
| 1833                                     | 1839    | M. Blondet                      |                              | Maire de Nozeroy                                                                                            |
| 1839                                     | 1848    | Michel Lucien Girod (1804-1872) |                              | Propriétaire à Mignovillard                                                                                 |
|                                          |         |                                 |                              | |
| av.1895                                  |         | M. Esthiévant                   | Droite                       | |
|                                          |         |                                 |                              | |
| 1919                                     | 1928    | M. Bœuf                         | Libéral                      | |
| 1928                                     |         | Louis Isabey                    | Union nationale républicaine | Notaire à Nozeroy                                                                                           |
| 1940                                     |         |                                 |                              | Les conseils d'arrondissement ont été suspendus par la loi du 12 octobre 1940 et n'ont jamais été réactivés |
| Les données manquantes sont à compléter. |         |                                 |                              | |

### Conseillers généraux de 1833 à 2015
| Période           | Identité                                             | Parti         | Qualité                                                                                             |
| ----------------- | ---------------------------------------------------- | ------------- | --------------------------------------------------------------------------------------------------- |
| 1833-1836         | Simon Florentin Létoublon (1775-1858)                |               | Négociant à Nozeroy                                                                                 |
| 1836-1838         | Jean-Baptiste Antoine Ferdinand Combette (1779-1857) |               | Notaire, maire de Censeau                                                                           |
| 1838-1845         | Emile Chevillard fils aîné (1801-1865)               |               | Magistrat - Avocat à Lons-le-Saunier Président du Conseil Général                                   |
| 1845-1850 (décès) | Germain Vuillermet (1786-1850)                       |               | Avocat Maire de Nozeroy                                                                             |
| 1851-1855         | Léon Thiébaud-Duchon                                 |               | Négociant, filateur de laine à Salins-les-Bains                                                     |
| 1855-1877         | Gabriel Tyrbas de Chamberet                          | Droite        | Général de brigade                                                                                  |
| 1877-1901         | Charles-Auguste Boichin                              | Républicain   | Docteur en médecine, maire de Nozeroy                                                               |
| 1901-1918 (décès) | Louis Milcent                                        | Droite        | Auditeur au Conseil d'État Maire de Vaux-sur-Poligny Cofondateur des Cercles catholiques d'ouvriers |
| 1918-1919         | siège vacant                                         |               | |
| 1919-1928         | Alfred Rousseaux                                     |               | Tanneur à Mignovillard                                                                              |
| 1928-1940         | Joseph Bœuf                                          | URD           | Négociant Maire de Censeau                                                                          |
|                   |                                                      |               | |
| 1943-1945         | Henry Miélot                                         |               | Maire de Nozeroy Nommé conseiller départemental en 1943                                             |
|                   |                                                      |               | |
| 1945-1949         | Joseph Bœuf                                          | DVD           | Négociant à Censeau                                                                                 |
| 1949-1967         | Pierre Gilles                                        | PRL puis CNIP | Avocat, Nozeroy                                                                                     |
| 1967-1979         | Emile Fumey                                          | DVD           | Agriculteur et commerçant, maire de Conte                                                           |
| 1979-1985 (décès) | Henri Jeunet                                         | RPR           | Propriétaire à Mignovillard                                                                         |
| 1985-2004         | Claude Muyard                                        | DVD           | Documentaliste Maire de Longcochon                                                                  |
| 2004-2011         | Yves Garnier                                         | UMP           | Secrétaire départemental adjoint de l'UMP                                                           |
| 2011-2015         | Serge Outrey                                         | DVG           | Sylviculteur Conseiller municipal de La Latette Vice-Président du Conseil Général                   |

## Démographie
| 1962 | 1968  | 1975  | 1982  | 1990  | 1999  | 2009  |
| ---- | ----- | ----- | ----- | ----- | ----- | ----- |
| -    | 3 405 | 3 127 | 3 045 | 2 926 | 2 898 | 3 062 |